# Израелска књижевност
Израелска књижевност је књижевност коју су у Држави Израел написали Израелци. Већина дела која се класификују као део израелске књижевности написана је на хебрејском језику, иако неки израелски аутори пишу на јидишу, енглеском, арапском и руском језику.

## Историја

### Писци на хебрејском
Основе модерног израелског књижевног стваралаштва поставила је група књижевних пионира из Друге Алије, укључујући Шмуела Јозефа Агнона, јединог добитника Нобелове награде за књижевност на хебрејском и јединог за израелску књижевност, Мошеа Смиланског, Јосефа Хаима Бренера, Давида Шимонија, и Јакоб Фихман. Све до Првог светског рата, хебрејска књижевност је била доминантно стварана у Источној Европи. После рата и руске револуције многи хебрејски писци су нашли пут у Палестину, тако да је у то време палестинско писање у суштини било наставак европске традиције. Године 1921. 70 писаца се састало у Тел Авиву и основало Удружење хебрејских писаца. Отприлике у то време појавиле су се прве књижевне периодике — Ha-Adamah, коју је уређивао Бренер, и Ma'abaro, коју је уређивао Фихмен. 1920-их и 1930-их година долази до појаве Палестине као доминантног центра хебрејске књижевне активности. Многи од пионира хебрејске књижевности били су ционисти и на крају су стигли до Палестине. Значајне личности књижевности почетнг дела  ХХ века, Биалик, Ахад Ха'ам, Черниховски, провели су  године у Тел Авиву, и иако то није био период њиховог највећег стваралаштва, извршили су велики утицај на млађе хебрејске писце.
Међу најранијим модерним хебрејским писцима била је мала мањина писаца који су рођени у Палестини; као што су Сефардски Јевреји Јицак Шами и Иехуда Бурла, чије су породице мигрирале у Палестину у 19. и 18. веку. Писање ове групе истиче се по аутентичном приказу арапског и јеврејског становништва Палестине, а у делима користе становишта ликова одраслих у региону.
Најзначајнији писци прве генерације, С. Ј Агнон и Хаим Хазаз, били су дубоко укорењени у традицији Европе, где су рођени, и били су споне између класичних писаца раних деценија препорода Јевреја и писаца на хебрејком у Палестини током наредних генерација.
За следећу генерацију писаца, центар пажње била је Палестина, чак и када су писали о другим деловима света. Њихов оквир је био период алије и, врло често, живот у кибуцима. Међу истакнутим именима су Ури Цви Гринберг и Аврахам Шлонски, који су у Палестини пронашли свој центар.
Трећа генерација писаца појавила се у време арапско-израелског рата 1948 .Водећи писци ове генерације, С. Изхар, Моше Шамир, Ханох Бартов, Хаим Гоури, Бенјамин Тамуз, Ахарон Мегед су били рођени у Израелу или су доведене у земљу у раној младости. Снажни утицаји су сада стигли из других земаља, посебно западних.
Следећа генерација 1960-их А. Б. Јехошуа, Амос Оз, Натан Јонатан, Јорам Канијук, Јаков Шабтаи) је настојала да стави израелску културу у светски контекст и наглашава не толико јединствене аспекте јеврејског живота и Израела колико универзалне. Ова школа писаца се често поистовећује са протестном књижевношћу других земаља.
Следећа генерација, писци који су рођени 1960-их и 1970-их, а дебитовали су 1980-их и 1990-их, истраживали су основна питања јеврејско-израелске егзистенције разоткривајући колективне тензије у појединачним ликовима и судбинама. Значајни писци из овог доба су Етгар Керет и Сајед Кашуа.

### Писци на јидишу
Осим хебрејских писаца, у Израелу постоји значајна креативно стваралаштво на другим језицима, посебно на јидишу. Пре Другог светског рата, Варшава, Москва и Њујорк су били главни центри активности на јидишу. У Палестини је још увек владало извесно непријатељство према језику јидиш, што се осећало као изазов за препород хебрејског. Међутим, са Другим светским ратом цела слика се променила. Европске центре су ликвидирали Хитлер и Стаљин, а њујоршки центар је пропао. Имиграција је довела многе од водећих писаца на јидишу у Израел. Овде се унутрашњи став опустио и постао пријатељски, с обзиром на Холокауст у Европи, с једне стране, и сигурну позицију коју је заузео хебрејски, са друге.
Прву генерација на јидишу су чинили писци попут Давида Пинског и Шолема Аша, који су своје последње године провели у Израелу. Друга генерација, предвођена Абрахамом Суцкевером, започела је каријеру у источној Европи, али је наставила у Израелу. Трећа генерација је била усредсређена на „Млади Израел“, модернистичку групу песника и прозних писаца, од којих су већина чланови кибуца, на чији рад су утицале авангардне школе енглеског и француског писања.
Писање на јидишу у Израелу је концентрисано на тему европског холокауста (водећи писац о томе је Ка-Цетник), и живот међу новим имигрантима. Аутори на јидишу у Израелу су организовани у удружење јидиш аутора.

### Писци на арапском
Присуство књижевности на арапском језику у израелском друштву у почетку се може приписати Емилу Хабибију, израелско-палестинском писцу и комунистичком политичару. Године 1992. он је добио Израелску награду за арапску књижевност. Као ватрени комуниста, Хабиби је помогао у стварању Комунистичке партије Израела и оснивању Al-Ittihad, комунистичких дневних новина на арапском језику које се издају у Хаифи. Хабибијева дела, иако често представљају критику израелског друштва, ипак су део израелске културе.

## Издавање књига у Израелу
По закону, Јеврејска национална и универзитетска библиотека Хебрејског универзитета у Јерусалиму добија два примерка сваке књиге објављене у Израелу. У 2004. пријављено је да је национална библиотека добила 6.436 нових књига. Већина књига је објављена на хебрејском, а 89% књига објављених на хебрејском су оригинална дела на хебрејском језику. Скоро 8% дела из 2004. биле су књиге за децу, а додатних 4% су били уџбеници. Према врсти издавача, књиге су биле 55% комерцијалног типа, 14% самиздати, 10% дела повезана са владом, 7% образовне и 14% које су објавиле друге врсте организација. Ортодоксни и ултраортодоксни сектор је објавио 21% читавог стваралаштва. Подаци из 2017. показују да је 17% књига било у вези са Тором, 16% је било књижевно а 14% књиге за децу.